# Angelo Felici
Angelo Felici (Segni, Reino de Italia, 26 de julio de 1919 - 17 de junio de 2007), cardenal italiano, prefecto emérito de la Congregación para las Causas de los Santos y presidente emérito de la Comisión Pontificia "Ecclesia Dei". 
En enero de 1942 ingresó en la Pontificia Academia Eclesiástica y el 4 de abril, fue ordenado sacerdote. Después de haber estudiado en la Pontificia Universidad Lateranense y en la Pontificia Universidad Gregoriana, en julio de 1945 fue llamado a la Congregación de los Asuntos Eclesiásticos Extraordinarios, para trabajar en la Primera Sección de la Secretaría de Estado (hoy se conoce como las relaciones con los Estados).
En febrero de 1964 fue nombrado subsecretario de la Congregación para los Asuntos Eclesiásticos Extraordinarios. Después de la guerra de los Seis Días, fue enviado en misión a Jerusalén. Durante este tiempo, fue profesor de la Pontificia Academia Eclesiástica.
El 22 de julio de 1967 fue elegido arzobispo titular de Cesariana (recibiendo la ordenación episcopal el 24 de septiembre de 1967) y nombrado pro-nuncio en Holanda, donde permaneció hasta mayo de 1976, cuando fue nombrado nuncio apostólico en Portugal. El 27 de agosto de 1979, fue nombrado nuncio apostólico en Francia.
El 1 de julio de 1988 fue nombrado Prefecto de la Congregación para las Causas de los Santos (hasta el 13 de junio de 1995).
El 16 de diciembre de 1995 fue nombrado Presidente de la Pontificia Comisión "Ecclesia Dei" (hasta el 14 de abril de 2000).
Creado y proclamado Cardenal por Juan Pablo II en el consistorio del 28 de junio de 1988, con el título de Ss. Biagio e Carlo ai Catinari (Sts. Blas y Carlos en Catinari), diaconía elevada pro illa vice a título presbiteral.
El cardenal Felici murió el 17 de junio de 2007 y su cuerpo descansa en la parcela familiar en el cementerio de su ciudad natal.